# Carex gandakiensis
Carex gandakiensis är en halvgräsart som beskrevs av Katsuy. Carex gandakiensis ingår i släktet starrar, och familjen halvgräs.
Artens utbredningsområde är Nepal. Inga underarter finns listade i Catalogue of Life.